# Ballot

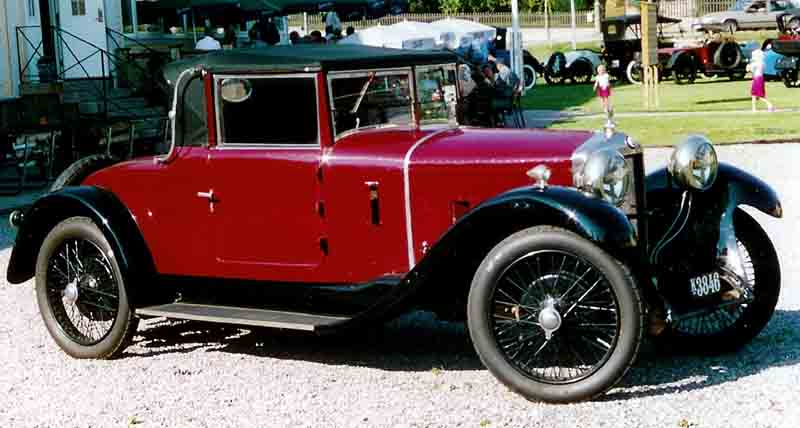
Una Ballot 2LTS Cabriolet del 1925

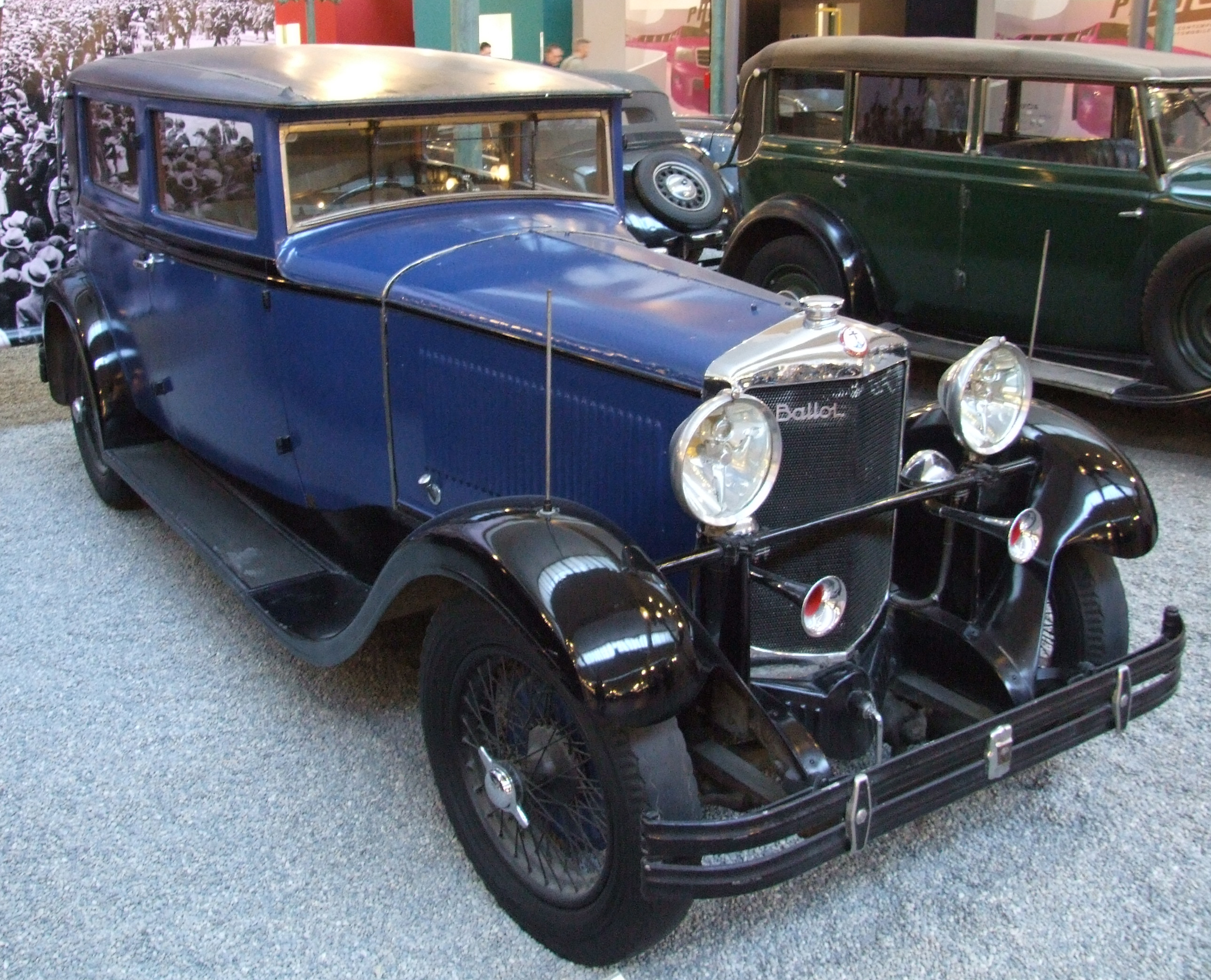
Ballot Berline RH3 del 1930, Cité de l'Automobile, Mulhouse, Francia

La Ballot era una casa automobilistica francese attiva dal 1911 al 1933.

## Storia
In realtà, la Ballot era già presente dal 1905, anno in cui i due fratelli Édouard e Maurice Ballot aprirono uno stabilimento a Parigi, fondando così la Casa omonima, che però inizialmente si occupava solo di motori marini ed industriali.

L'attività automobilistica, però, cominciò solo nel 1911, e comunque, non come costruttore di automobili, ma semplicemente come costruttore di motori, i quali poi venivano forniti alle Case automobilistiche che li richiedevano. Tra queste Case vi fu per esempio la Delage, la quale, prima di produrre motori in proprio, li richiedeva ad altre Case, tra cui la De Dion-Bouton e, appunto, la Ballot.
L'attività di fornitore durò fino allo scoppio della prima guerra mondiale, dopodiché la Casa cominciò a produrre essa stessa automobili. Già nel 1919 furono preparate quattro vetture da competizione dotate di un motore ad 8 cilindri in linea da 3 litri. Queste vetture erano denominate 3/8 LC e furono impiegate per la 500 Miglia di Indianapolis: una di esse giunse quarta, ma in generale le loro performance destarono enorme successo e stupore.
Sull'onda di tali enormi consensi, la Casa parigina cominciò la produzione in serie di vetture alto di gamma.
Nel contempo non fu trascurata l'attività sportiva, e una nuova vettura da competizione, dotata di un 8 cilindri da 4.9 litri fu impiegata per il Gran Premio di Francia.
Per quanto riguardava la produzione in serie, gli anni venti furono caratterizzati essenzialmente dalla commercializzazione della 2LT e delle sue derivate.
Nel 1927, fu lanciata la RH, una vettura di fascia alta dotata di un 8 cilindri da 2.8 litri, che poi, nel 1929 fu rialesato a 3 litri.
Dopo la crisi economica di fine decennio, la Ballot si trovò a sua volta in grave crisi, perciò nel 1931 fu rilevata dalla Hispano-Suiza.
L'anno prima la Ballot presentò un prototipo che fu introdotto sul mercato l'anno dopo con il marchio dei nuovi padroni.
La Ballot chiuderà definitivamente i battenti nel 1933.

## Principali modelli
- 3/8 LC: modello da competizione che brillò alla 500 Miglia di Indianapolis, dotato di un 8 cilindri in linea da 2973 cm³ ed in grado di erogare 107 CV. La velocità massima era di 180 km/h.
- 2LS: modello di fascia alta da turismo, dotatao di un 4 cilindri da 1944 cm³ derivato dai motori da competizione.
- 2LT: modello di fascia alta, equipaggiato da un 4 cilindri in linea da 1995 cm³.
- 2LTS: variante sportiveggiante della 2LT, che differiva da quest'ultima per le valvole maggiorate.
- RH: modello di fascia alta, superiore ai modelli precedenti, introdotto nel 1927 con un 8 cilindri da 2.8 litri, il quale fu rialesato nel 1929 arrivando a 3049 cm³ e 68 CV di potenza massima.
- HS26: modello presentato a Parigi alla fine del 1930 e lanciato l'anno dopo con il marchio Hispano-Suiza.